# Hambach (Sulm)
Der Hambach, selbst nur etwa 11⁄2 km lang, ist zusammen mit dem längeren seiner beiden Oberläufe, dem Hößlinsülzer Bach, ein fast 5 km langer Bachlauf im Landkreis Heilbronn im nördlichen Baden-Württemberg, Er mündet im Dorf Willsbach der Gemeinde Obersulm von links und etwa Süden in die mittlere Sulm.

## Name
Die am Bachverlauf gelegene Wüstung Hanbach wird im Jahr 1262 (Hanenbach) erstmals urkundlich genannt. Weitere Namensvarianten dieser Wüstung im Mittelalter waren Hanebach und Hannbach. Der Name leitet sich von dem althochdeutschen Personennamen Hano (Genitiv Hanen-) ab.

## Geographie
Der Hambach ist der kurze Unterlauf eines Büschels aus in Waldklingen am nordwestwärts ziehenden Kamm der Heilbronner Berge entstehenden Keuperbächen, die sich zum rechten und südlichen Oberlauf Hößlinsülzer Bach und zum linken und südwestlichen Oberlauf Aubach vereinen, welche beide dann – schon im offenen Weinsberger Tal – beim Weiler Neuhaus von Obersulm auf etwa 196,3 m ü. NHN zusammenfließen.

### Oberläufe

#### Hößlinsülzer Bach
Der Hößlinsülzer Bach entsteht ca. 1,7 km südwestlich der Ortsmitte des Dorfes Hößlinsülz der Kleinstadt Löwenstein auf etwa 300 m ü. NHN am Zusammenfluss zweier Hanggerinne im Wald Stumphau. Er heißt am nordostwärts bis an den Ortsrand von Hößlinsülz laufenden oberen Abschnitt Muselbach und wendet sich im Ortsbereich auf nördlichen Lauf. Unterhalb des Dorfes durchfließt er zuletzt noch ein Hochwasserrückhaltebecken und fließt dann mit dem anderen Oberlauf zusammen. Er ist 3,4 km lang und entwässert ein 4,8 km² großes Teileinzugsgebiet.

#### Aubach
Der Aubach entspringt jeweils ca. 2,4 km westlich von Hößlinsülz und südsüdöstlich des Dorfes Lehrensteinsfeld am Hagelsberg dicht am auf dem Höhenkamm laufenden Römerweg auf etwa 295 m ü. NHN. Er fließt beständig etwa nordöstlich durch ein bis fast zuletzt unbesiedeltes Gebiet, bleibt dabei länger im Wald als der Hößlinsülzer Bach und durchläuft zuletzt ebenfalls ein Hochwasserrückhaltebecken. Er ist mit 3,3 km Länge und einem Teileinzugsgebiet von 3,0 km² der etwas kleinere Oberlauf.

### Weiterer Verlauf
Der beim Weiler Neuhaus und am Südrand des Gewerbegebietes von Willsbach entlang der Löwensteiner Straße (B 39) entstandene Hambach fließt etwa nach Norden in Fortsetzung der Zuflussrichtung des Hößlinsülzer Bachs dem Ostrand des Gewerbegebietes entlang. Der Bach ist wenig naturnah, wird aber lange von einer Baumgalerie aus Erlen, Eschen und Weiden an beiden Ufern begleitet, deren Kronen sich über dem Bach schließen. Nach etwa einem Drittel seines Weges stehen immer wieder Gebäude auch rechtsseits des Laufes. Nachdem er die Robert-Bosch-Straße unterquert hat, erstrecken sich am linken Ufer vor der Häuserzeile entlang der Bundesstraße im Gewann Linsengärten Kleingärten. Danach stehen auf dieser Seite nahe am Ufer die Gebäude einer ehemaligen Mühle, während rechts gegenüber die unbebauten Mühlwiesen liegen. Auf etwa 187 m ü. NHN mündet der Hambach schließlich an der Flussbrücke der L 1027 Willsbach–Öhringen von links in die mittlere Sulm, kurz bevor dieser von rechts gleich nach der Brücke das Seebächle zumündet und noch etwas weiter abwärts der zuletzt verdolte Mäusebachs wiederum von links.
Der Hambach mündet nach mit seinem längeren rechten Oberlauf Hößlinsülzer Bach zusammen 4,8 km langen Lauf mit mittlerem Sohlgefälle von etwa 23 ‰ rund 113 Höhenmeter unterhalb des Ursprungs im Wald Stumphau. Der Hambach alleine ist etwa 1,4 km lang, hat ein absolutes Gefälle von etwa 9 Höhenmetern und ein mittleres Sohlgefälle von nur etwa 0,7 ‰.
Eine Karte aus der ersten Hälfte des 20. Jahrhunderts zeigt im Bereich der erwähnten Mühle in rund 50 Metern Abstand vom Hambach einen linken Mühlkanal, der heute anscheinend nicht mehr existiert. Der heute im Dorf in auffällig gezackter verdolter Trasse verlaufende, unterhalb in die Sulm mündende Mäusebach scheint damals noch über den Hambach entwässert zu haben.

### Einzugsgebiet
Der Hambach hat ein 9,2 km² großes Einzugsgebiet, dessen höhere Lagen im Südwesten zum Unterraum Heilbronner Berge der Löwensteiner Berge gehören, wo überwiegend Wald steht und auch die Oberläufe von Hößlinsülzer Bach und Aubach entspringen, mit den tieferen mündungsnahen und meist offenen Anteilen dagegen in deren Unterraum Weinsberger Tal. Der mit etwa 378 m ü. NHN höchste Punkt liegt etwas südlich über der Mordklinge auf einer kleinen Waldhochebene zwischen dem diese von der Siechklinge trennenden, ins Einzugsgebiet vorspringenden Uttenberg diesseits und dem Weinberghang Spitalberg jenseits der südwestlichen Wasserscheide. Das südliche Einzugsgebiet mit fast dem ganzen Teileinzugsgebiet des Hößlinsülzer Bachs liegt auf der Stadtgemarkung von Löwenstein, die kleine Westspitze im Aubach-Teileinzugsgebiet auf der Gemeindegemarkung von Lehrensteinsfeld, der übrige Teil mit fast dem ganzen Aubach- und dem gesamten Hambachlauf im Gebiet der Gemeinde Obersulm.
Auf vielen der offenen Hanglagen wird Wein angebaut, daneben gibt es unterhalb der bewaldeten Berge im Süden und Südwesten auch etwas Obstwiesen und reichlich Feldbau. Am Mittellauf des Hößlinsülzer Bachs steht das Löwensteiner Dorf Hößlinsülz mit dem etwas außerhalb liegenden Aussiedlerhof Lindenhof, östlich dieses Oberlaufs am Ostrand des Einzugsgebietes der Breitenauer Hof der Kleinstadt. Der Lehrensteinsfelder Gebietsanteil ist unbesiedelt und fast ganz bewaldet. Der schon ältere Einzelhof Neuhof am Zusammenfluss der Oberläufe, vier Aussiedlerhöfe westlich von Willsbach und das Mündungsdorf Willsbach selbst mit dem größten Bevölkerungsanteil liegen im Gebiet von Obersulm.
Reihum grenzen die Einzugsgebiete der folgenden Nachbargewässer an:
- Im Westnordwesten fließt dessen rechter Oberlauf Lauchbach zum Ellbach, dem nächsten großen linken Zufluss der Sulm nach dem Hambach;
- im Nordnordwesten zwängt sich zwischen beide das Einzugsgebiet des kleinen Mäusebachs, der gleich nach dem Hambach in diese mündet;
- im Nordosten, Osten und Südosten konkurriert nahe die aufnehmende Sulm selbst;
- hinter der südwestlichen Wasserscheide mit den höchsten Erhebungen liegt das Entwässerungsgebiet der oberen Schozach, die weit oberhalb der Sulm ebenfalls den Neckar speist.

### Zuflüsse und Seen
Liste der Zuflüsse und  Seen und  Hochwasserrückhaltebecken von der Quelle zur Mündung. Gewässerlänge, Seefläche, Einzugsgebiet und Höhe nach den entsprechenden Layern auf der Onlinekarte der LUBW. Andere Quellen für die Angaben sind vermerkt.
Zusammenfluss des Hambachs auf 196,3 m ü. NHN bei Obersulm-Neuhaus aus seinen beiden Oberläufen.
- Hößlinsülzer Bach, rechter Oberlauf von Süden, 3,4 km und 4,8 km².[LUBW 4] Entsteht auf etwa 300 m ü. NHN am Zusammenfluss zweier Hanggerinne ca. 1,7 km südwestlich der Ortsmitte von Löwenstein-Hößlinsülz im Stumphau. Beide Hanggerinne sind etwa 0,3 km[LUBW 8] lang und entstehen auf etwa 370 m ü. NHN. Der Bach fließt zunächst etwa nordostwärts bis an den Ortsrand von Hößlinsülz und wird bis dorthin Muselbach genannt.
  - (Bach vom Eisenberg), von rechts und Südsüdosten auf etwa 223 m ü. NHN wenig vor Hößlinsülz, 0,4 km und ca. 0,1 km².[LUBW 9] Entsteht auf etwa 380 m ü. NHN in einer Klinge an der Spornspitze des Eisenbergs.
In der Folge wendet sich der nunmehr Hößlinsülzer Bach im Ortsbereich von Hößlinsülz auf etwa nördlichen Lauf.
  - (Bach aus der Siechklinge), von links und Südwesten auf 206,8 m ü. NHN[LUBW 1] am Ostrand von Hößlinsülz, 1,7 km und 0,7 km². Entsteht auf etwa 280 m ü. NHN in der Wanne südwestlich von Hößlinsülz.
  - Langenfeldbach, von links und Westsüdwesten auf etwa 205 m ü. NHN wenig nordöstlich von Hößlinsülz, 1,9 km und 0,8 km². Entsteht auf etwa 270 m ü. NHN im Wald Asang westlich von Hößlinsülz.
  -  Durchfließt auf unter 200 m ü. NHN bei Neuhaus das 2003 errichtete, gewöhnlich trockenliegende Hochwasserrückhaltebecken Hambach des Wasserverbandes Sulm, das hinter einem Erddamm von 10,2 m Höhe bis zu 170.500 m³ Wasser zurückhalten kann, welches dann gesteuert abgelassen wird.[LUBW 10]
- Aubach, linker Oberlauf von Südwesten, 3,3 km und 3,0 km². Entsteht auf etwa 295 m ü. NHN nahe am Römerweg auf der Wasserscheide am bewaldeten Hagelsberg.
  - (Bach aus der Mordklinge), von rechts und Süden auf etwa 234 m ü. NHN im Waldgewann Mückenloch, 0,5 km und ca. 0,5 km².[LUBW 9] Entsteht auf etwa 270 m ü. NHN und mit anderen Oberlaufgerinnen bis zu 300 m ü. NHN zwischen Hagelsberg und Uttenberg.
  - (Bach aus dem Steigwald), von links und Westsüdwesten auf 216,2 m ü. NHN[LUBW 1] zu Füßen des Föhrenbergs, ca. 1,8 km[LUBW 8] und ca. 0,9 km².[LUBW 9] Entsteht auf etwa 280 m ü. NHN im Waldgewann Steigwald.
    -  Durchfließt auf etwa 257 m ü. NHN einen Waldteich im Steigwald, unter 0,1 ha.
    - (Bach aus der Schülpenklinge), von rechts und Südwesten auf etwa 225 m ü. NHN an der Gemeindegrenze Lehrensteinsfeld/Obersulm, ca. 1,3 km[LUBW 8] und ca. 0,3 km².[LUBW 9] Entsteht auf etwa 292 m ü. NHN nahe der Kreuzung der L 1102 Oberheinriet–Lehrensteinsfeld mit dem Römerweg.

  -  Durchfließt auf unter 200 m ü. NHN bei Neuhaus das 2001 errichtete, gewöhnlich trockenliegende Hochwasserrückhaltebecken Aubach des Wasserverbandes Sulm, das hinter einem Erddamm von 10,2 m Höhe bis zu 86.100 m³ Wasser zurückhalten kann, welches dann gesteuert abgelassen wird.[LUBW 10]

Mündung des Hambachs von links und Südsüdosten auf etwa 187 m ü. NHN an der Flussbrücke der L 1027 Willsbach–Öhringen in Obersulm-Willsbach von links in die mittlere Sulm. Der Hambach ist selbst 1,4 km, zusammen mit seinem längeren rechten Oberlauf Hößlinsülzer Bach 4,8 km lang und hat ein 9,2 km² großes Einzugsgebiet.

## Geologie
Im Einzugsgebiet des Hambachs steht die Mittelkeuper-Schichtenfolge vom Kieselsandstein (Hassberge-Formation) bis hinunter zum Gipskeuper (Grabfeld-Formation) an. Kieselsandstein liegt auf dem südöstlichen Teil des Bergkamms vor dem Schozach-Einzugsgebiet, über einen Randstreifen aus Unteren Bunten Mergeln (Steigerwald-Formation) fällt der Kamm seitwärts und nach Nordosten hin zu einer teils breiten Zone von Schilfsandstein (Stuttgart-Formation) ab. Im mittleren und unteren Einzugsgebiet bis hinab zur Mündung steht der Gipskeuper an. Die Quellen der höheren Oberläufe liegen meist in Schichthöhe des Schilfsandsteins, etwas darüber oder darunter.
Die genannten triassischen Schichten sind vor allem im mittleren und unteren Einzugsgebiet mit solchen aus viel jüngerer geologischer Zeit überlagert. So geht der Gipskeuper an den ostexponierten tieferen Talhängen in lösshaltige Fließerden über, zuletzt liegt im und um den Siedlungsbereich des linkssulmischen Willsbach Löss, beide aus quartärer Ablagerung. Daneben gibt es wenige Inseln pleistozäner Terrassensedimente. Die Schwemmlandzonen um die Bäche setzen zum Teil schon oben in den Klingen ein.
Südwestlich von Hößlinsülz liegt im unteren Hangwald beim Schützenhaus eine Mergelgrube im Gipskeuper, die als Geotop ausgewiesen ist.

## Natur und Schutzgebiete
Das Landschaftsschutzgebiet Oberes Sulmtal mit Randhöhen reicht von der oberen Sulm im Osten her bis etwa an die Trasse der B 39. Ein großer Teil des Aubach-Teileinzugsgebietes, darunter rund die Hälfte Wald, sind als Landschaftsschutzgebiet Autal ausgewiesen. Der überwiegende Teil des Einzugsgebietes liegt im Naturpark Schwäbisch-Fränkischer Wald, der teils bis an die Siedlungsgrenze von Willsbach reicht.

### Landesanstalt für Umwelt Baden-Württemberg (LUBW)
Amtliche Online-Gewässerkarte mit passendem Ausschnitt und den hier benutzten Layern: Lauf und Einzugsgebiet des Hambachs

Allgemeiner Einstieg ohne Voreinstellungen und Layer: Daten- und Kartendienst der Landesanstalt für Umwelt Baden-Württemberg (LUBW) (Hinweise)
1. 1 2 3 4  Höhe nach grauer Beschriftung auf dem Hintergrundlayer Topographische Karte.
2. 1 2 3 4  Höhe nach dem Höhenlinienbild auf dem Hintergrundlayer Topographische Karte.
3. 1 2 3  Länge nach dem Layer Gewässernetz (AWGN).
4. 1 2 3  Einzugsgebiet aufsummiert aus den Teileinzugsgebieten nach dem Layer Basiseinzugsgebiet (AWGN).
5. ↑  Natur teilweise nach dem Layer Geschützte Biotope.
6. ↑  Seefläche nach dem Layer Stehende Gewässer.
7. ↑  Einzugsgebiet nach dem Layer Basiseinzugsgebiet (AWGN).
8. 1 2 3  Länge abgemessen auf dem Hintergrundlayer Topographische Karte.
9. 1 2 3 4  Einzugsgebiet abgemessen auf dem Hintergrundlayer Topographische Karte.
10. 1 2  Daten des Hochwasserrückhaltebeckens nach dem Layer Stauanlage.
11. ↑  Geotop nach dem einschlägigen Layer.
12. ↑  Schutzgebiete nach den einschlägigen Layern.

### Andere Belege
1. ↑  Abfluss-BW - Daten und Karten
2. ↑  Albrecht Greule: Deutsches Gewässernamenbuch. Walter de Gruyter, Berlin / Boston 2014, ISBN 978-3-11-057891-1, S. 207, „¹Hambach“ (Auszug in der Google-Buchsuche).
3. ↑  Alter Mühlkanal und alte Mäusebach-Mündung nach: Meßtischblatt 6822 Willsbach von 1932 in der Deutschen Fotothek
4. ↑  Josef Schmithüsen: Geographische Landesaufnahme: Die naturräumlichen Einheiten auf Blatt 161 Karlsruhe. Bundesanstalt für Landeskunde, Bad Godesberg 1952. → Online-Karte (PDF; 5,1 MB)
5. ↑  Wolf-Dieter Sick: Geographische Landesaufnahme: Die naturräumlichen Einheiten auf Blatt 162 Rothenburg o. d. Tauber. Bundesanstalt für Landeskunde, Bad Godesberg 1962. → Online-Karte (PDF; 4,7 MB)
6. ↑  Geologie nach den Layern zu Geologische Karte 1:50.000 auf: Mapserver des Landesamtes für Geologie, Rohstoffe und Bergbau (LGRB) (Hinweise)